# Гелетень
Гелетень, Гелетені (рум. Gălăteni) — село у повіті Телеорман в Румунії. Адміністративний центр комуни Гелетень.
Село розташоване на відстані 63 км на захід від Бухареста, 28 км на північ від Александрії, 123 км на схід від Крайови.

## Населення
За даними перепису населення 2002 року у селі проживали 1590 осіб.
Національний склад населення села:
| Національність | Кількість осіб | Відсоток |
| -------------- | -------------- | -------- |
| румуни         | 1496           | 94,1%    |
| цигани         | 94             | 5,9%     |

Рідною мовою назвали:
| Мова      | Кількість осіб | Відсоток |
| --------- | -------------- | -------- |
| румунська | 1563           | 98,3%    |
| циганська | 27             | 1,7%     |